# Mbaye Leye
Mbaye Leye, né le 1er décembre 1982 à Birkelane au Sénégal, est un footballeur international sénégalais, devenu consultant et entraîneur. Il est actuellement entraîneur.

## Biographie

### Joueur
De 2000 à 2004 Mbaye Leye joue à l’OC Cesson Sévigné près de Rennes, il inscrit une première ligne à son palmarès en gagnant la coupe de Bretagne le 29 mai 2003 contre l’Esperance de Plouguerneau, 3-1 à Theix dans le Morbihan.
Par la suite, Mbaye Leye joue pour le SV Zulte-Waregem, dont il est l'un des meilleurs joueurs. En 2008-2009, l'équipe termine cinquième du championnat de Belgique de première division et lui deuxième meilleur buteur du championnat. Il est sélectionné à trois reprises pour l'équipe du Sénégal.
Avec Gand, il participe au troisième tour préliminaire de la Ligue Europa, et y marque un but important face à l'AS Rome au match aller. En 2010 il finit deuxième du championnat de Belgique avec La Gantoise et permet à son équipe de remporter la  Coupe de Belgique grâce à un but et une passe décisive en finale.
Il est ensuite transféré le 31 août 2010 au Standard de Liège pour deux saisons plus une en option et remporte à nouveau la coupe de Belgique et finit également deuxième du championnat.
Le 30 janvier 2012, il retourne à Zulte-Waregem où il signe un contrat de deux ans et demi.
Le 11 août 2014, il signe gratuitement à Lokeren pour un contrat de deux ans et un an en option.
En juin 2015, il revient à nouveau à Waregem pour un contrat de trois années.
En août 2017, il signe à Eupen pour un contrat de trois années.
Le 29 août 2018, il signe au Royal Excel Mouscron pour un an.
À la fin de la saison, il annonce sa retraite comme joueur de football.

### Entraineur

#### Adjoint au Standard de Liège
Il devient le 10 juin 2019 le nouvel adjoint de Michel Preud'homme au Standard de Liège en remplacement d'Emilio Ferrera.
Il est aussi consultant lors des matchs de Ligue des champions avec Georges Grün.
Le 15 juin 2020, il quitte le Standard de Liège d'un commun accord.

#### T1 du Standard de Liège
Il revient au Standard de Liège, cette fois-ci en tant que entraîneur principal, le 30 décembre 2020. Il succède ainsi à Philippe Montanier, remercié quelques jours plus tôt.
Le 30 avril 2021, alors qu'il n'avait signé qu'un contrat de six mois sans option, Mbaye Leye est confirmé dans ses fonctions d'entraîneur principal pour les deux prochaines saisons.
Le 4 octobre 2021, à la suite d'un début de saison en dessous des ambitions du club (12e avec 13 points en 10 matches de championnat), Mbaye Leye est limogé ainsi que ses adjoints Patrick Asselman et Éric Deflandre.

#### SV Zulte Waregem
Le 17 mai 2022, Mbaye Leye devient le nouvel entraîneur du SV Zulte-Waregem, où il retrouve son assistant Patrick Asselman. Il succède au duo Timmy Simons-Davy De Fauw, qui avait pris le relais de Francky Dury.
Durant toute la saison 2022-2023, Zulte-Waregem se bat pour son maintien en D1A. Après une lourde défaite 2-6 contre Gand et une 17e  place au classement (sur 18) avec un retard de quatre points sur le premier non-reléguable, Mbaye Leye est évincé de son poste d'entraîneur, ainsi que son adjoint Patrick Asselman, le 15 mars 2023.

#### RFC Seraing
Le 22 janvier 2024, il signe au RFC Seraing pour six mois où il endosse la lourde tâche de trouver la bonne recette pour sauver le club, à ce moment avant-dernier du classement et relégable.
Le coach permet de croire jusqu'au dernier match de championnat au maintien en Challenger Pro League mais ne peut empêcher la relégation en Nationale 1.   
Cependant, la faillite du KV Ostende sauve Seraing de le descente. 
Mbaye Leye est, quant à lui, prolongé pour une saison comme entraîneur principal dans le club des métallos.

## Palmarès
- DH Bretagne 2003-2004 avec l'OC Cesson
- Coupe de Belgique 2010 avec le KAA La Gantoise
- Coupe de Belgique 2011 avec le Standard de Liège
- Coupe de Belgique 2017 avec Zulte Waregem

### Distinctions individuelles
- En 2013 : Vainqueur du Soulier d'ébène belge avec SV Zulte-Waregem